# Jardín botánico Jerry E. Clegg
El Jardín botánico Jerry E. Clegg ( en inglés : Jerry E. Clegg Botanic Garden) es un Jardín botánico y arboreto en Lafayette, Indiana, creado para mantener la flora autóctona de la zona.

## Localización
Jerry E. Clegg Botanic Garden 1782 North 400 East, Lafayette, Tippecanoe county, Indiana 47907 United States of America-Estados Unidos de América.               
Planos y vistas satelitales.40°25′2″N 86°52′43″O / 40.41722, -86.87861
Está abierto al público los siete días de la semana a lo largo de todo el año.

## Historia
Este parque se encuentra en la parte noreste de Lafayette. El parque tiene varios senderos que recorren a pie las orillas del "Arroyo Wildcat" y laderas de colinas.
Se ha empleado mucho trabajo en la construcción de miradores, puentes sobre el arroyo y apuntalar senderos que recorren las laderas. Aunque gran parte de Indiana es plana, en este parque se tiene la oportunidad de experimentar el terreno montañoso.
El parque está destinado a preservar y restablecer la flora y fauna original de la región y cada año se llevan a cabo quemas controladas para mantener a raya que crezca como bosque denso y permitir que las especies nativas de Las Praderas prosperen.

## Colecciones
En el jardín se encuentran:
- Restauración de Pradera y de sabana con robles,
- Lecho de cultivo de flores silvestres
- Árboles con placas identificativas,
- Senderos a través de la naturaleza
- Puentes,